# Blanco Bay
Blanco Bay är en vik i territoriet Falklandsöarna (Storbritannien). Den ligger i den östra delen av ögruppen, 4 km norr om huvudstaden Stanley.